# Claudia Sheinbaum
Claudia Sheinbaum Pardo (n. 24 iunie 1962, Ciudad de México, Mexic) este o politiciană, om de știință și profesoară universitară mexicană, care a devenit președinta Mexicului la 1 octombrie 2024, fiind prima femeie care a ocupat această funcție. Anterior, ea a ocupat funcția de șefă a guvernului din Districtul Federal Ciudad de México din 2018 până în 2023.
Ca om de știință, Sheinbaum și-a primit doctoratul în inginerie energetică de la Universitatea Națională Autonomă din Mexic (UNAM). Ea a scris peste 100 de articole și două cărți despre energie, mediu și dezvoltare durabilă. Ea a contribuit la Panelul Interguvernamental pentru Schimbările Climatice și, în 2018, a fost desemnată una dintre cele 100 de femei de către BBC.
În 1989, Sheinbaum s-a alăturat Partidului Revoluției Democratice (PRD). Din 2000 până în 2006, Sheinbaum a ocupat funcția de secretar al mediului în Mexico City sub conducerea lui Andrés Manuel López Obrador, care era atunci șef al guvernului. În 2014, ea a părăsit PRD și s-a alăturat mișcării scindare a lui López Obrador, Morena. A fost primar al cartierului Tlalpan din 2015 până în 2017. Ea a fost aleasă șefă de guvern a orașului Mexico la alegerile din 2018, unde a condus o campanie care a pus accentul pe reducerea criminalității și aplicarea legilor de zonare. 
În iunie 2023, Sheinbaum a demisionat din funcția de șefă a guvernului din Districtul Federal Ciudad de México pentru a solicita nominalizarea prezidențială a partidului Morena la alegerile din 2024. În septembrie 2023, ea a obținut nominalizarea partidului în fața fostului secretar de externe Marcelo Ebrard. În iunie 2024, Sheinbaum a câștigat alegerile generale împotriva candidatului Partidului pentru Acțiune Națională (PAN) Xóchitl Gálvez. Ea și-a asumat mandatul la 1 octombrie 2024. În decembrie 2024, Forbes a numit-o pe Sheinbaum drept a patra cea mai puternică femeie din lume.

## Copilărie și familie
Claudia Sheinbaum Pardo s-a născut pe 24 iunie 1962, în Mexico City, într-o familie de evrei laici. Tatăl ei Carlos Sheinbaum Yoselevitz a fost chimist, iar mama sa Annie Pardo Cemo a fost bioloagă.
Carlos Sheinbaum era dintr-o familie de evrei ashkenazi. Tatăl său a emigrat din Lituania în 1928, devenind comerciant de bijuterii și membru al Partidului Comunist Mexican⁠(d). Annie Pardo provine dintr-o familie de evrei sefarzi care a sosit în Mexic în 1942, scăpând astfel de persecuția evreilor din Bulgaria în timpul celui de-al Doilea Război Mondial. Pardo a devenit prima femeie sefardă din lumea academică mexicană.
Părinții lui Sheinbaum au fost implicați activ în cercurile de stânga mexicane în anii 1960, participând la proteste, mișcări muncitorești și revolte studențești.
Sheinbaum are doi frați. Fratele ei mai mare, Julio, este fizician și cercetător în oceanografie fizică la CICESE⁠(d). Sora ei mai mică, Adriana, este profesoară care locuiește în Statele Unite și este căsătorită cu regizorul Rodrigo García Barcha⁠(d).

## Educație și carieră academică
Sheinbaum a obținut o diplomă de licență în fizică la Universitatea Națională Autonomă a Mexicului - UNAM în 1989, o diplomă de master în 1994 și un doctorat în inginerie energetică în 1995.
Între 1991 și 1994 Sheinbaum a lucrat pentru doctoratul ei la Laboratorul Național Lawrence Berkeley din California. În timp ce lucra pentru laborator, ea a analizat utilizarea energiei în sectorul transporturilor mexicane⁠(d) și a publicat studii privind tendințele în utilizarea energiei în clădirile mexicane.
În 1995 s-a alăturat facultății Institutului de Inginerie din cadrul UNAM. În 1999, a primit premiul pentru cel mai bun tânăr cercetător UNAM în inginerie și inovare tehnologică.
În 2006, Sheinbaum a revenit la UNAM după o perioadă în guvern și a continuat să publice articole în reviste științifice.
În 2007, ea a contribuit la capitolul „Industrie” din raportul WG3 (Atenuare) al Grupului Interguvernamental de Expertiză privind Schimbările Climatice 4AR și, în 2013 a fost autoarea principală pentru un capitol din cel de-al cincilea Raport de evaluare IPCC.

## Premii și onoruri
Sheinbaum a fost inclusă în lista Forbes 2024 a celor mai puternice 100 de femei din lume și s-a clasat pe locul 4.

### Recunoaștere națională
- Mexico: 
  -  Grand Master and Collar of the Order of the Aztec Eagle (1 October 2024).

## Publicații
- Consumo de energía y emisiones de CO del autotransporte en México y Escenarios de Mitigación, Ávila-Solís JC, Sheinbaum-Pardo C. 2016.
- Decomposition analysis from demand services to material production: The case of CO2 emissions from steel produced for automobiles in Mexico, Applied Energy, 174: 245–255, Sheinbaum-Pardo C. 2016.
- The impact of energy efficiency standards on residential electricity consumption in Mexico, Energy for Sustainable Development, 32:50–61 Martínez-Montejo S.A., Sheinbaum-Pardo C. 2016.
- Science and Technology in the framework of the Sustainable Development Goals, World Journal of Science, Technology and Sustainable Development, 14:2 – 17. Imaz M. Sheinbaum C. 2017.
- Assessing the Impacts of Final Demand on CO2-eq Emissions in the Mexican Economy: An Input-Output Analysis, Energy and Power Engineering, 9:40–54, Chatellier D, Sheinbaum C. 2017.
- Electricity sector reforms in four Latin-American countries and their impact on carbon dioxide emissions and renewable energy, Ruíz- Mendoza BJ, Sheinbaum-Pardo C. Energy Policy, 2010
- Mitinging Carbon Emissions while Advancing National Development Priorities: The Case of Mexico, C Sheinbaum, O Masera, Climatic Change, Springer, 2000.
- Energy use and CO2 emissions in Mexico's iron and steel industry, L Ozawa, C Sheinbaum, N Martin, E Worrell, L Price, Energy, Elsevier, 2002.
- Mexican Electric end-use Efficiency: Experiences to Date, R Friedmann, C Sheinbaum, Annual Review of Energy and the Environment, 1998.